# 土佐新荘駅
土佐新荘駅（とさしんじょうえき）は、高知県須崎市西町二丁目にある、四国旅客鉄道（JR四国）土讃線の駅である。駅番号はK20。

## 歴史

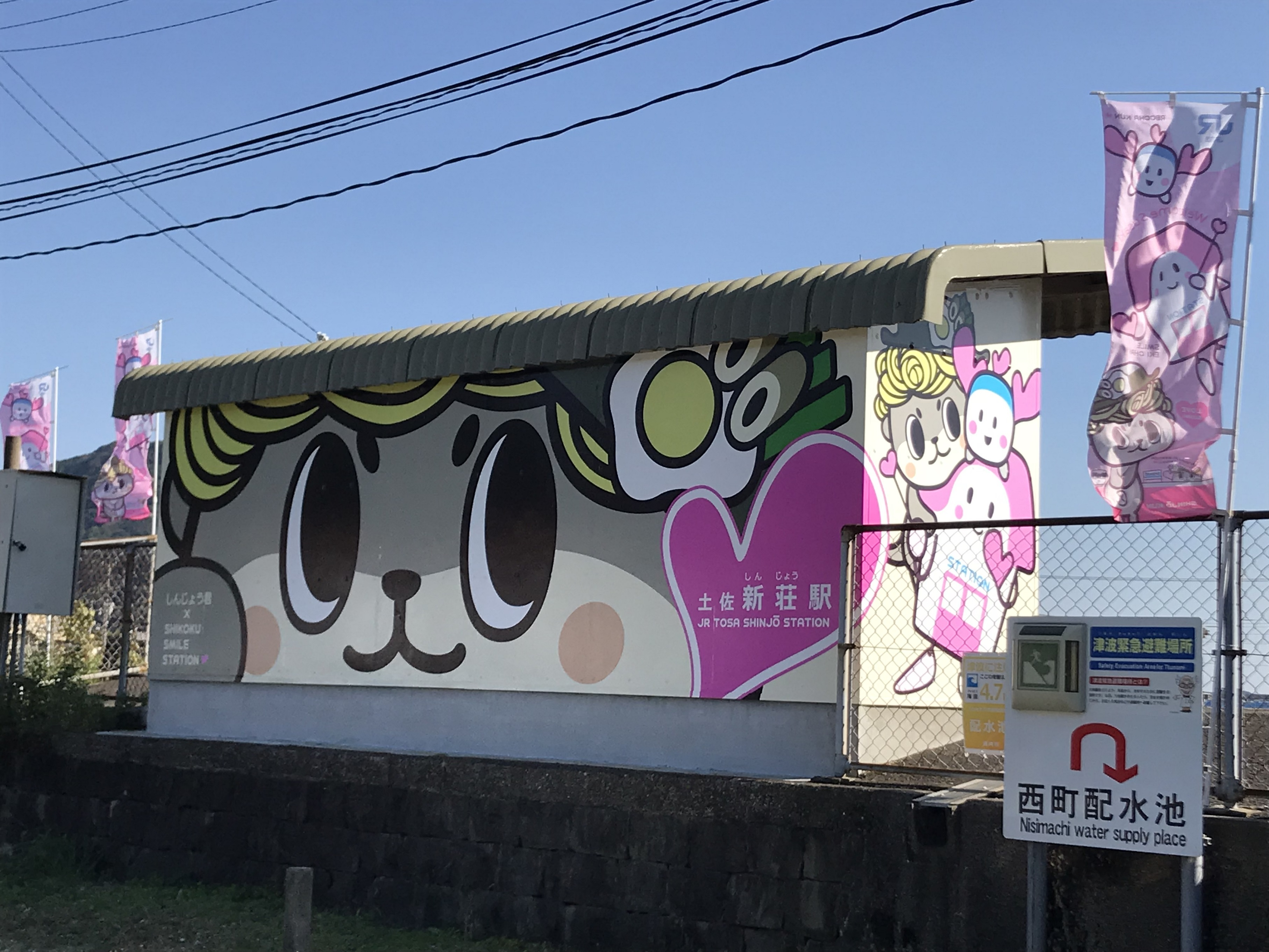
待合所裏側（2017年9月6日以降のもの。ラッピング施工から同日の式典まではこの上に目を閉じて寝ているしんじょう君が描かれていた）

- 1939年（昭和14年）11月15日：開業[2]。
- 1970年（昭和45年）10月1日：無人駅化[3]（簡易委託駅化[4]）。同時に手荷物及び小荷物の取り扱いを廃止[2][5]。
- 1987年（昭和62年）4月1日：国鉄分割民営化により、四国旅客鉄道の駅となる[2]。
- 2017年（平成29年）9月6日：待合所に、須崎市のマスコット「しんじょう君」とJR四国のマスコット「すまいるえきちゃん、れっちゃくん」のラッピングが施される[6]。

## 駅構造
単式ホーム1面1線を有する地上駅。待合所が設けられている。かつては木造駅舎があったが解体された。無人駅となっている。

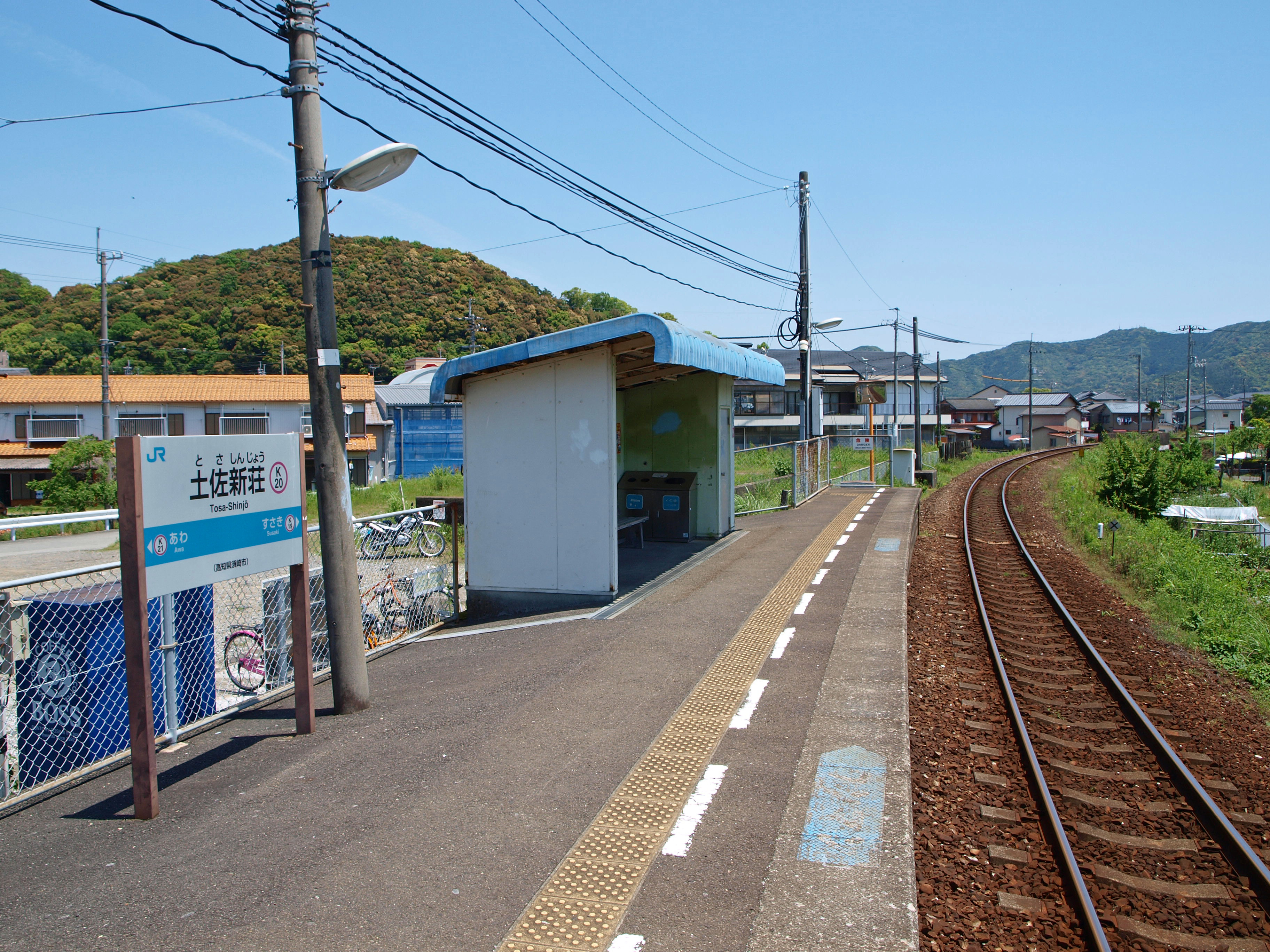
ホーム（2010年5月、ラッピング施工前）
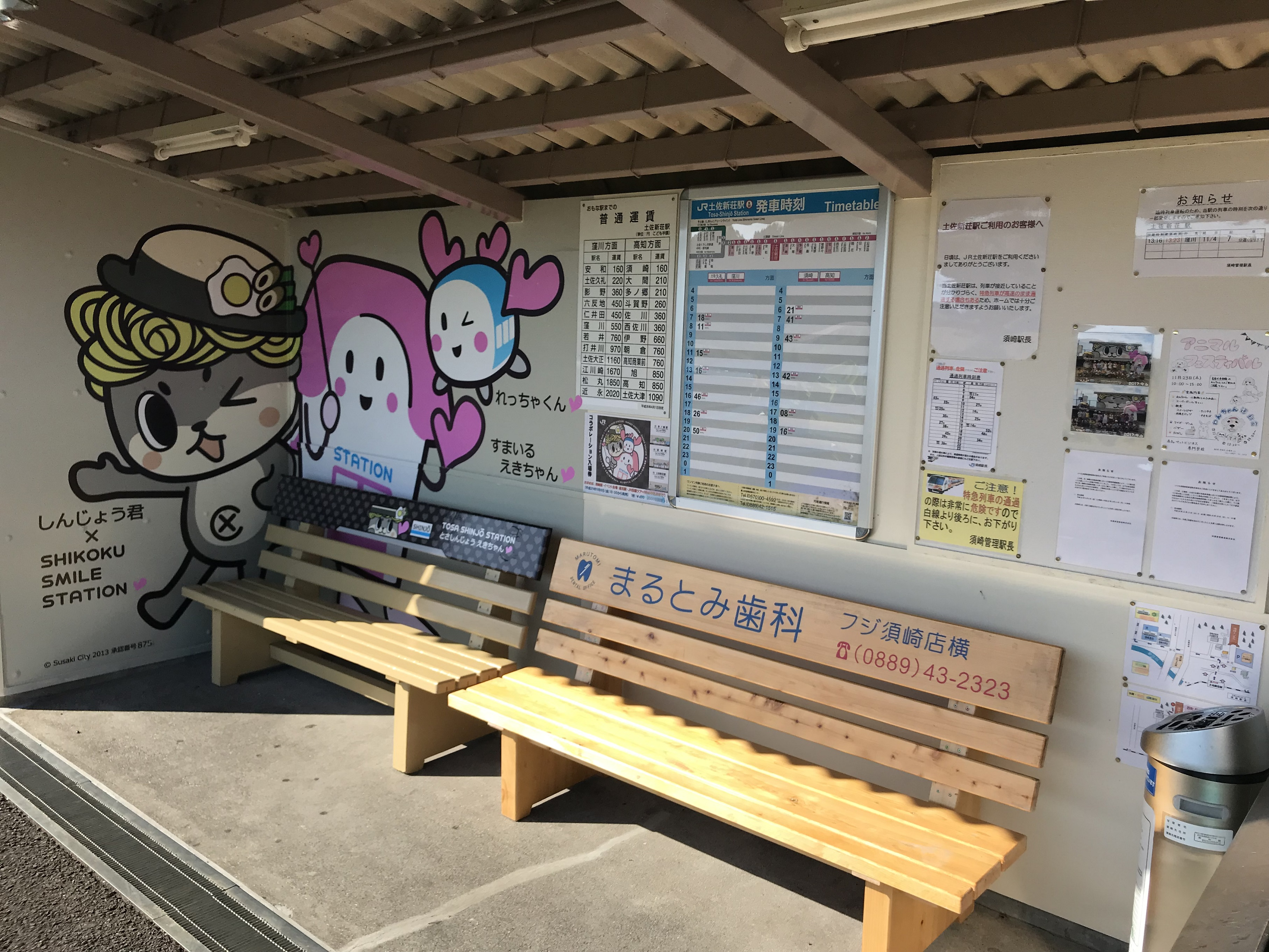
待合所（2017年11月、ラッピング施工後）
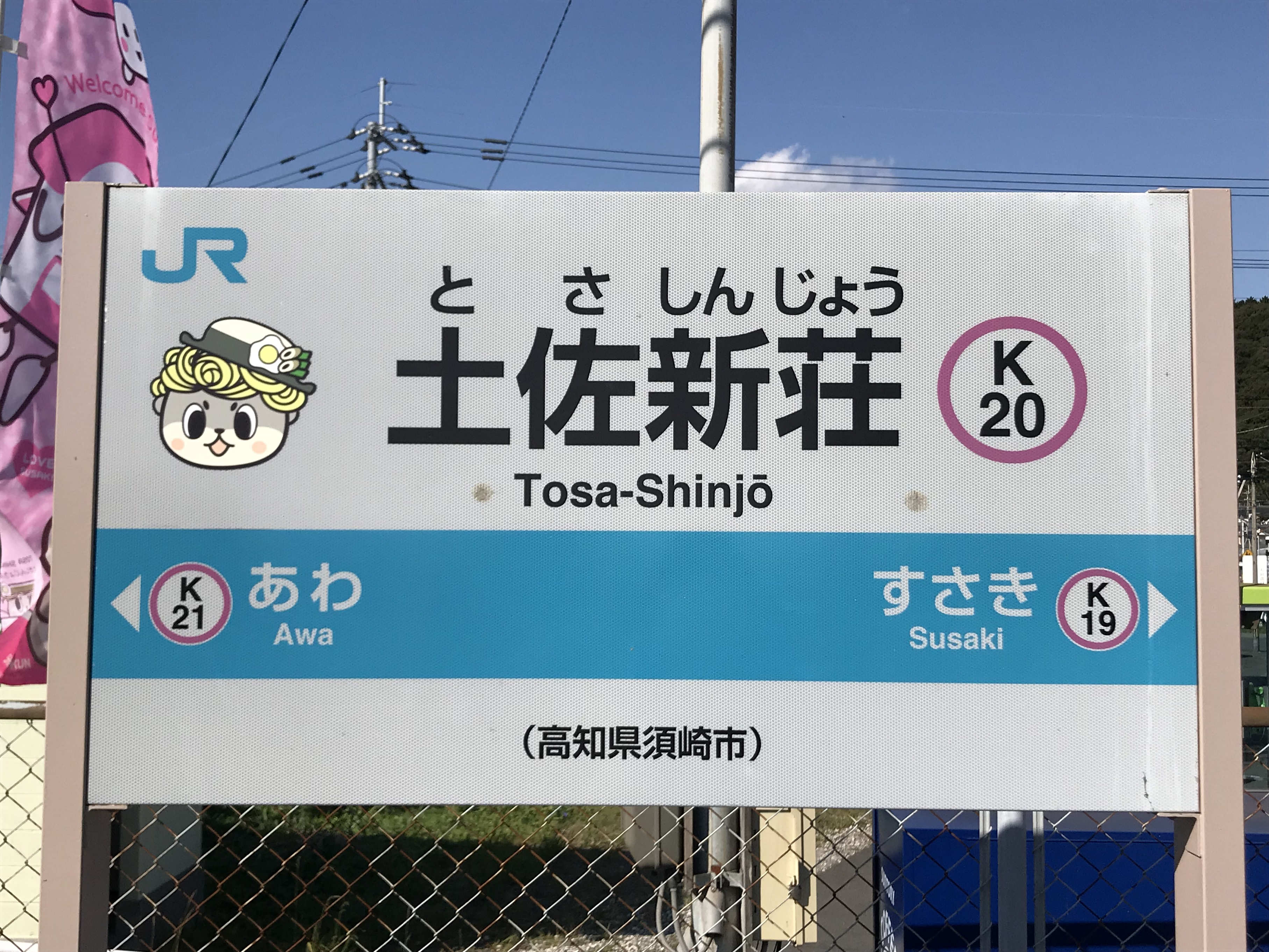
駅名標（2017年11月、ラッピング施工後はしんじょう君のイラストが付いた）

## 利用状況
| 1日乗降人員推移 | 1日乗降人員推移 |
| 年度            | 1日平均人数     |
| --------------- | --------------- |
| 2011年          | 268             |
| 2012年          | 238             |
| 2013年          | 204             |
| 2014年          | 186             |
| 2015年          | 170             |

## 駅周辺
- 須崎市立須崎中学校
- フジ 須崎店
- 大善寺（四国別格二十霊場5番）
- 高知自動車道須崎西IC
- 国道56号
- 国道197号
- 高知県道311号土佐新荘停車場線
- 高知県道388号吾井郷下分線
- 新荘川

### バス路線
高知県道388号線沿いに「新荘駅前」停留所があり、高知高陵交通の路線が経由する。
高知高陵交通
- 矢井賀-須崎・多の郷駅線
  - 矢井賀 / 須崎営業所
- 梼原（）-須崎線
  - ゆすはら営業所 / 須崎営業所

## 隣の駅
四国旅客鉄道（JR四国）
■土讃線
■普通
須崎駅 (K19) - 土佐新荘駅 (K20) - 安和駅 (K21)